# اندیس باریت کهوانک
باریت کهوانک یک اندیس غیرفلزی است که در حوالی شهر قزوین استان قزوین قرار دارد و مادهٔ معدنی موجود در آن، باریت است.سنگ میزبان این اندیس توفها و سنگهای آتشفشانی سازند کرج است و دیرینگی آن به دوران ائوسن می‌رسد.